# 明治大学付属中野中学校・高等学校
明治大学付属中野中学校・高等学校（めいじだいがくふぞくなかのちゅうがっこう・こうとうがっこう）は、東京都中野区東中野に所在し、中高一貫教育を提供する私立男子中学校・高等学校。
略称は「明中」。
設置者は学校法人中野学園。姉妹校として明治大学付属八王子中学校・高等学校がある。

## 概要
明治大学の付属校の一つ。明治大学付属と冠しているが、学校の設置者は中野校・八王子校ともに学校法人中野学園という別法人で、実質上は系属校である。中高一貫制であるが、高等学校からの入学定員も150名前後ある。
制服は、男子校の伝統でもある一般的な金ボタン5個の黒学ラン（標準型学生服）。校内には学生食堂も設置されている。
男女共学の定時制課程は、2003年3月で廃止された。
2009年に創立80周年を迎え、記念事業の一環として2014年8月から校舎の全面改築を行った。隣接地の取得による校地の拡大及び、校舎の全面改築が進められており、教育環境のより一層の充実、地域の災害時避難所としての機能の強化が図られている。新規に取得した土地から校舎建設を開始しているため、仮設校舎等の使用はない。2018年3月に改築が完了し新校舎が完成した。
2012年、多摩市南野にクラブハウスが併設された両翼100mを超える野球場が完成。高校野球部の練習場として使用開始された。

## 夜間定時制（男女共学）
2003年3月に廃止された高等学校定時制課程。全日制と違い男女共学で、夜間定時制でありながら3年制であった。
2011年に放映された日本テレビ『超豪華!!スタア同窓会 〜 桜満開!会いたかった』で「明大中野高校同窓会」という企画が組まれ、数名の卒業生が出演した。

## 沿革
- 1929年4月 - ひとのみち教団（現在のパーフェクト リバティー教団）の御木徳一、財団法人「徳光育英会」を組織。その運営の元、東京府豊多摩郡中野町桜山に旧制中野中学校開校。（開校式には田中義一内閣総理大臣、堀切善次郎東京市長等が出席）
- 1945年5月 - 東京大空襲により校舎全焼。
- 1946年3月 - 片桐誠第8代校長就任。
- 1947年4月 - 新制中学校認可。
- 1948年3月 - 新制高等学校認可。
- 1949年4月 - 明治大学付属となる。
- 1950年12月 - 定時制併設認可。
- 1955年11月 - 創立25周年記念式典。
- 1956年4月 - 3号館落成。
- 1957年7月 - 館山施設（鏡明寮）完成。
- 1961年12月 - 新校舎建設5カ年計画1号館（特別教室）落成。
- 1963年1月 - 2号館（普通教室）落成。
- 1965年
  - 2月 - 講堂落成。
  - 7月 - 八ヶ岳富士見高原施設（岳明寮）完成。
- 1975年4月 - 4号館落成。
- 1976年12月 - 6号館落成。
- 1979年10月 - 創立50周年記念式典。
- 1982年9月 - 八王子戸吹総合グラウンド完成。
- 1984年4月 - 創立55周年事業として明治大学付属中野八王子中学校・高等学校開校。
- 1988年6月 - 片桐誠名誉校長に就任、片桐誠一郎第9代校長に就任。
- 1989年1月 - 創立60周年記念事業温水プール付き体育館新築落成。
- 1994年8月 - 創立65周年事業全館冷暖房設備。
- 1999年10月 - 創立70周年記念式典。
- 2003年3月 - 定時制課程（男女共学）閉課程。
- 2007年4月 - 小澤正昭第10代校長に就任。
- 2009年10月 - 創立80周年記念式典。

## 校歌
- 中野学園校歌
  - 作詞：葛原しげる
  - 作曲：納所弁次郎
- 明治大学校歌
  - 作詞：児玉花外
  - 作曲：山田耕筰
- 中野学園応援歌
  - 作詞：片桐誠、藤井慶継
  - 作曲：熊谷直俊
  - 編曲：南ひろよし

## 教育
- 高等学校では内部生と外部生を混合しクラス編成する併設型中高一貫校を採用している[1]。
- 「修学錬身」・「質実剛毅」・「協同自治」を基本理念としており、校則が厳格なことで知られる。
- 2年次より文理コース制を実施。30%前後の生徒が他大学を受験することもあり、高1より年数回、全国公開模試を校内で実施する。高校3年では大手予備校の受験スペシャリストによる進学講演会を実施。
- 明大経理研究所による、公認会計士志望の生徒などを対象にした簿記講座の他、同じく明大文学部・法学部の教員による語学講座、法学検定講座などが実施されている。
- 農学部入学を強く志望する生徒については、（通常の推薦に加えて）明大農学部で実施している、付属校の生徒を対象にした、付属校AO入試の利用が可能である。
- 体育の授業において、柔道・剣道に力を入れることにより、本物の礼儀作法への理解を深め、職業観や倫理観の養成、リーダーに求められる資質を養うとしている。
- 毎年、夏季休暇期間中に、ニュージーランド・オークランドの景勝地で、ホームステイによる語学研修を実施。
- 10年程前より、明治大学から共学化の打診を受けているが、実現していない。
- 併設中学からの高校推薦基準として、英検3級の取得と、10段階中5.5以上の評定が必要とされている。
- OBの顔触れからも分かるように、所謂二世が目立つなど、都内でも指折りの“派手な学校”としてみられることが多いが、一方で一般的な生徒も多いとされる。
- 慶應義塾高等学校、暁星高等学校などと共に、一部の在学生がファンキースと名乗る初期のチーマー文化を形成した。

## 施設
- 普通教室・特別教室（技術科教室・家庭科室・物理実験室・化学実験室・生物実験室・物理階段教室・化学階段教室・音楽室・美術室・中学社会科教室・高校社会科教室・コンピューター室・視聴覚室）・図書館・グラウンド・屋内プール・体育館・卓球場・柔道場・剣道場・相撲場・射撃場・バスケットコート・バレーボールコート・屋外バレーボールコート・テニスコート・トレーニングルーム・野球場（多摩市）・岳明寮（校外施設）

## 部活動
運動部が21、文化部が16ある。音楽部、バスケットボール部、ラグビー部、ゴルフ部、水泳部、相撲部、射撃部、柔道部、スキー部、スケート部（アイスホッケー）、山岳部、アーチェリー部などが全国大会に出場した経験を持つ。
- 文化系
  - 音楽部は、文化部の中で最大規模。男子のみで構成されているオーケストラを有し、第3回全国高等学校選抜オーケストラフェスタから毎年出場を果たしている。弦楽器、木管楽器、金管楽器、打楽器のそれぞれにプロの演奏家をコーチとして招き、弦楽、吹奏楽、オーケストラなど様々な形態での演奏活動を行う。2015年には第55回東京都高等学校吹奏楽コンクールに於いて初出場で東京ベスト12の成績をおさめた。数年毎に海外演奏旅行を実施する他、音楽教育が盛んで神奈川県の代表的な女子進学校でもある洗足学園中学校・高等学校の弦楽合奏部との定期合同演奏会などを開催している。
  - 写真映画部は、東京都写真美術展に於いて、会長賞や特選などに選出されている。
  - 平成23年の全国大会・都大会で、放送部、棋道部等が入賞している。
- 体育系
  - バスケットボール部は第1回全国高等学校バスケットボール選抜優勝大会（春の選抜、現：選手権）優勝。
  - 水泳部（水球）は全国大会優勝の常連であり、インターハイ4連覇の記録をもつ他、在学中に国際大会に日本代表として出場した選手など有力選手を輩出。2007年9月には校内プールにて、イアン・ソープ、リーゼル・ジョーンズらによるスイムクリニックを実施。
  - 野球部は2008年秋季都大会では4強入りを果たし、2009年第78回選抜高校野球「21世紀枠校」として都高野連の推薦を受けた。また、中等部野球部は2008年度に東京都大会で優勝を果たすなど、同大会での優勝は通算12回を誇る。
  - 相撲部は全国大会優勝の常連であり、かつて花田勝（元横綱・3代目若乃花）、花田光司（元横綱・貴乃花）、志賀太祐（元大関・栃東）らが所属していた。
  - ラグビー部は1988年と1989年に全国高等学校ラグビーフットボール大会に2年連続で出場、2016年にも27大会ぶりに出場。
  - 射撃部は創部56年という日本一長い歴史をもち、例年、関東大会・全国大会に出場している[2]。
  - 山岳部は近年、数回に亘り、全国大会へ出場している。
  - サッカー部は2018年に、サッカー日本代表の乾貴士、大迫勇也を招聘したエキシビションマッチ等を開催。
  - ゴルフ部は高等部が全国大会出場、中等部が関東中学校ゴルフ選手権優勝（団体）などの実績を上げており、2019年10月にプロゴルファーのタイガー・ウッズが明治大学和泉キャンパスを訪れ、体育会ゴルフ部との交流イベントを開催した際には、ゴルフ界の名士などと共にゴルフ部全員が招待を受け特別参加した。
  - その他、近年の実績としては、中等部では庭球部が東京都私学大会優勝（団体）、ラグビー部が東京都大会優勝、ゴルフ部が関東中学校ゴルフ選手権優勝（団体）。高等部ではバレー部、ゴルフ部、スキー部などが全国大会出場を果たしている。

## 交通
出典 : 
鉄道
| 路線名             | 最寄り駅     | 出口   | 徒歩所要時間 |
| ------------------ | ------------ | ------ | ------------ |
| JR中央・総武緩行線 | 東中野駅     | 西口   | 5分          |
| 都営地下鉄大江戸線 | 東中野駅     | A2・A3 | 5分          |
| 東京メトロ東西線   | 落合駅       | 1番    | 10分         |
| 西武新宿線         | 新井薬師前駅 |        | 20分         |

路線バス
- 関東バス 宿08系統 正見寺停留所より徒歩2分

## 著名な関係者

### 教職員等
- 佐々木吉郎 - 理事長、明治大学総長。大学設置・学校法人審議会会長
- 長野国助 - 理事長、第3代日本弁護士連合会会長
- 島田正郎 - 理事長、明治大学総長
- 杉宜陳 - 校長、大蔵参事官、文部官僚、衆議院議員、弁護士
- 丸山敏雄 - 校長、倫理研究所創設者
- 高橋一郎 - 監事・英語講師。衆議院議員
- 武井美男 - 元相撲部監督。貴乃花、若乃花、栃東等を育成
- 高木純一 - 早大名誉教授・理工学部長

## 著名な全日制出身者

### 政治・経済
- 笹川尭 - 衆議院議員、自民党総務会長、国務大臣・科学技術政策担当大臣
- 新藤義孝 - 衆議院議員、自民党、総務大臣・内閣府特命担当大臣（地方分権改革担当）、栗林忠道（陸軍大将、『硫黄島の戦い』主人公）の孫
- 川島智太郎 - 衆議院議員、民主党
- 笹川博義 - 衆議院議員、自民党、ヤマト発動機社長
- 中野英幸 - 衆議院議員、自民党
- 大野元裕 - 埼玉県知事、参議院議員、元外務省官僚、東京大学講師、財団法人中東調査会上席研究員、大野元美川口市長の孫
- 谷古宇勘司 - 埼玉県議会議長
- 河合利樹 - 東京エレクトロン社長、日本半導体製造装置協会副会長
- 野尻佳孝 - 起業家（東証一部・二部上場最短記録）、テイクアンドギヴ・ニーズ創業、トランクホテル創業
- 伊藤信吾 - 実業家
- 井上俊次 - ランティス設立、ハイウェイスター会長、バンダイナムコアーツ副社長
- 山野義友 - ヤマノホールディングス社長（創業家三代目）

### 演劇
- 西田敏行 - 俳優、『日本俳優連合』理事長、日本アカデミー賞最優秀主演男優賞
- 矢島弘一 - 脚本家、演出家、俳優、向田邦子賞
- 長吉秀夫 - 舞台制作者、作家
- 笹原雄一 - 演劇プロデューサー、イーミュージック社長
- TOHJIRO - AV監督、映画監督、実業家
- 松山鷹志 - 俳優、声優
- 佐野圭亮 - 俳優、里見浩太朗の長男
- 一雫ライオン - 脚本家、俳優、若林貴世志（TBS副社長、横浜ベイスターズオーナー）の長男
- 坂口憲二 - 俳優、ファッションモデル
- 勝地涼（中等部→堀越中転校） - 俳優
- 廣瀬大介 - ミュージカル俳優、声優
- 卯ノ原圭吾 - 舞台俳優
- 林裕太 - 俳優

### 音楽
- 宇崎竜童 - ミュージシャン、作曲家、俳優、映画監督、日本アカデミー賞最優秀音楽賞・助演男優賞等
- 清水昭男 - 作曲家、ミュージシャン
- 御厨裕二 - ギタリスト、元T-SQUARE
- 今井千尋 - サムシングエルス、作曲家
- 若旦那（中等部中退） - 湘南乃風
- MASAYA - 作詞・作曲家、ヴォーカリスト、プロデューサー
- ugazin - デブパレード
- 野辺剛正 - シンガーソングライター
- 大友ジュン - シンガーソングライター、作詞家、作曲家
- bRIAN SHINSEKAI - シンガーソングライター
- ZEN-LA-ROCK - ヒップホップMC、元アイドル
- Yotsu - ミュージシャン、ギタリスト、経営者

### 伝統芸能
- 扇崎秀薗 - 日本舞踊扇崎流家元
- 櫻川寶の入舟 - 梅后流江戸芸家元、名古屋西川流師範
- 五明樓玉の輔 - 落語家
- 三遊亭窓輝 - 落語家
- 林家たま平 - 落語家、九代目林家正蔵（落語協会副会長）の長男。

### スポーツ
- 松田清 - 元プロ野球選手
- 津村潔 - 元プロ野球選手
- 武田一浩 - 元プロ野球選手、2006 ワールド・ベースボール・クラシック日本代表投手コーチ
- 舟山恭史 - 元プロ野球選手
- 深堀圭一郎 - プロゴルファー、日本ゴルフツアー機構選手会長
- 中野麟太朗 - 日本アマチュアゴルフ選手権優勝、日本ゴルフ協会ナショナルチームメンバー
- 北原憲彦 - 元バスケットボール日本代表主将（モントリオール五輪代表）、女子日本代表監督
- 廣瀬昌也 - プロバスケットボールコーチ、現TGI D-RISEアドバイザリーコーチ
- 川合俊一 - 元バレーボール日本代表主将（オリンピック2大会出場）、日本ビーチバレーボール連盟会長
- 岡澤伸夫 - プロスキーヤー、ジャーナリスト
- 塚原直也 - 元体操日本代表、全日本体操競技選手権大会5連覇、オリンピック3大会出場、アテネオリンピック団体総合金メダル
- 戸川健太 - Jリーガー、ユニバーシアード日本代表
- 日高健 - ラグビー選手
- 笹川大五 - ラグビー選手
- 小島昂 - ラグビー選手
- 片倉康瑛 - ラグビー選手
- 梶田健登 - フィギュアスケート選手
- 棚村克行 - 2016リオデジャネイロオリンピック水球日本代表
- 朝飛大 - 柔道家
- 藤原敬生 - 新日鐵柔道部顧問
- 植田豊 - 元柔道家、教師
- 金平桂一郎 - 協栄ボクシングジム会長
- 花田虎上（高等部中退） - 第66代大相撲横綱、実業家、タレント
- 貴乃花光司（中等部卒） - 第65代大相撲横綱、絵本作家
- 栃東大裕 - 元大相撲大関
- 玉力道栄来 - 元大相撲力士、第10代松ヶ根
- 若孜浩気 - 元大相撲力士、実業家
- 魁道康弘 - 元大相撲力士
- 皇風俊司 - 元大相撲力士
- 菊田早苗 - 綜合格闘家、菊田幸一（弁護士）子息
- 坂口征夫 - プロレスラー、元綜合格闘家、実業家

### その他
- 手越祐也 - （高等部→堀越高校へ転校）歌手、タレント、俳優
- 坂井有生 - アナウンサー
- 松山三四六 - ラジオパーソナリティ、在学中全国中学校柔道大会78kg以下級で優勝
- 中森明夫（高等部中退） - コラムニスト、作家、編集者。「オタク」の造語者
- 久田将義 - 編集者（『週刊朝日』等）
- 星野一樹 - レーシングドライバー、全日本GT選手権・SUPER GTチャンピオン、星野一義（レーシングドライバー）の長男
- 木村偉織 - レーシングドライバー
- 小林朝夫 - 教育アドバイザー、俳優
- 加藤和也 - 音楽プロデューサー、芸能プロモーター、美空ひばり甥・長男(養子)
- 宇田川晃希 - タレント、あま福、シーランド

## 著名な定時制出身者
- 五木ひろし - 演歌歌手、作曲家、俳優
- 宇梶剛士（2年時より転入） - 俳優
- 大沢秀高 - 元ジャニーズ事務所の俳優
- 神田利則 - 俳優、タレント、元いいとも青年隊
- 北原雅樹（大阪府立箕面高等学校より編入） - 俳優、脚本家、元グレートチキンパワーズ
- 西城秀樹（最初は昼間部に通っていたが、途中で定時制に編入） - 歌手、新御三家、NHK紅白歌合戦18回出場
- 城みちる（堀越高等学校へ転校） - 元アイドル、タレント、実業家
- 高橋良明 - 俳優、歌手
- 千代の富士貢（中退） - 第58代大相撲横綱、九重部屋親方、国民栄誉賞受賞者
- 津川雅彦 - 俳優、映画監督、日本アカデミー賞優秀主演男優賞、歌舞伎俳優澤村國太郎（四代目、マキノ家）次男、グランパパプロダクション代表
- 土田一徳（中退） - 元ジャニーズ事務所の俳優
- 豊原功補 - 俳優、第5回モナコ国際映画祭最優秀主演男優賞
- 永山則夫（中退） - 死刑囚（連続ピストル射殺事件連続殺人犯）、小説家（新日本文学賞）
- 西川弘志（中退） - 俳優、実業家
- 新田純一 - 俳優、歌手
- 野々村真（城西大学附属城西中学校・高等学校より編入） - タレント
- パパイヤ鈴木 - タレント、ダンサー
- 浜田光夫 - 俳優
- 東君平 - 画家、童話作家
- 船木浩行 - 俳優、ミュージシャン
- 保阪尚希（静岡北高等学校より編入） - 俳優、タレント、レーシングドライバー
- 保積ぺぺ - 俳優
- 本田恭章 - ミュージシャン
- 松方弘樹[4] - 俳優、プロデューサー、映画監督、日本アカデミー賞優秀主演男優賞、近衛十四郎（俳優）長男
- 宮下直紀（中等部から在籍） - 俳優
- 宮田恭男 - 俳優
- 宗方勝巳 - 司会者、俳優
- 渡辺慶（大阪府立箕面高等学校より編入） - 脚本家、漫画原作者、元グレートチキンパワーズ
- 三橋美智也 - 歌手、、NHK紅白歌合戦14回出場
- たのきんトリオ（ジャニーズ）
  - 野村義男 － 歌手、プロデューサー、ギタリスト
  - 近藤真彦 - 歌手、元ジャニーズ事務所取締役、KONDO Racingオーナー、1980年代を代表する男性アイドル
- シブがき隊（ジャニーズ）
  - 布川敏和（2年生で中退） - タレント
  - 本木雅弘（浦和学院高等学校より編入、中退） - 俳優、日本アカデミー賞最優秀主演男優賞
  - 薬丸裕英（1年生の2学期から6年間通うも中退） - タレント
- 少年隊（ジャニーズ）
  - 錦織一清（東京都立南葛飾高等学校より編入、中退） - 俳優、演出家
  - 東山紀之（中退） - 俳優
  - 植草克秀（中退） - 俳優
- 光GENJI（ジャニーズ）
  - 大沢樹生（中退） - 俳優
  - 内海光司（中退） - 俳優
- 男闘呼組（ジャニーズ）
  - 岡本健一（中退） - 俳優
  - 高橋和也（中退） - 俳優
  - 前田耕陽（明大中野八王子校より編入、延べ6年かけて卒業） - 俳優
- イーグルス（ジャニーズ）
  - 宇治正高
  - 中村繁之 - 俳優
- レイジー （ロックバンド）
  - 影山ヒロノブ（大阪府立大和川高等学校（現・大阪府教育センター附属高等学校）より編入）
  - 井上俊次（大阪府立大和川高等学校（現・大阪府教育センター附属高等学校）より編入）
  - 高崎晃（大阪府立藤井寺高等学校より編入）
  - 田中宏幸（近畿大学附属高等学校より編入）

- 相本久美子 - 女優、元アイドル
- 麻丘めぐみ（堀越高等学校より編入）- 女優、演出家、元アイドル
- 浅香唯 - 女優、元アイドル
- 麻田華子 - 歌手、元アイドル
- 東恵子 - KEY WEST CLUB
- 有森也実 - 女優、モデル
- 石川秀美 - 元アイドル
- 伊藤智恵理（東横学園高等学校より編入） - 女優、元アイドル
- 大沢逸美（中退） - 元アイドル、第7回ホリプロタレントスカウトキャラバングランプリ
- 大東めぐみ（大阪府立箕面高等学校より編入、東京都立代々木高等学校へ転出）
- 小沢亜貴子 - 歌手
- 小幡洋子（編入） - 歌手、作詞家、アクセサリーデザイナー
- かとうゆかり - 歌手、タレント
- 鹿取洋子 - 歌手、女優、実業家
- 河合奈保子（編入） - 元アイドル、女優
- 川越美和 - 元アイドル、女優
- 川田あつ子（東京都立代々木高等学校へ転出） - 女優、元アイドル、文筆家
- 岸本加世子 - 女優、文筆家、日本アカデミー賞最優秀助演女優賞
- 木之内みどり - 元歌手、元女優
- キララとウララの2名 - 元歌手
- 久万里由香 - モデル、女優
- 小泉今日子（神奈川県立津久井高等学校より編入、中退） - 元アイドル、女優
- 佐野量子（静岡県立富士宮北高等学校より編入、東京都立代々木高等学校へ転出）- 元アイドル、女優
- 島かおり - 女優
- 島崎路子 - 元アイドル、女優
- 島崎和歌子（中退） - 元アイドル、タレント
- 清水美沙 - 女優、NHK連続テレビ小説ヒロイン
- 清水由貴子（東京都立京橋商業高等学校（現・東京都立晴海総合高等学校）より編入）- 歌手、女優、タレント
- 城之内早苗 – 元おニャン子クラブ、歌手
- 白田あゆみ – 元モモコクラブ
- 鈴木釉佳之 - ミュージカル女優（劇団四季）、元アイドル
- 新里 玲乙奈（レオナ）（中退） – EVE、歌手
- 立花理佐（中退） - 歌手、女優
- つちやかおり - 歌手、女優
- 徳丸純子 - 元アイドル、モデル、女優
- 中村あゆみ（中退） - シンガーソングライター
- 中森明菜（1年生を2回留年して中退。大東学園高等学校より編入） - 歌手
- 布川智子 – 元おニャン子クラブ、食育アドバイザー、タレント
- 宝生桜子 - 元アイドル、女優
- 細川直美 - 女優、第2回全日本国民的美少女コンテストグランプリ、NHK連続テレビ小説ヒロイン
- 松尾和美 - 歌手
- 松居直美（1年の1学期で中退） - タレント、歌手
- 松田美由紀 - 女優、写真家
- 前田有紀 - 歌手、ハロー!プロジェクト
- 三田寛子（東京都立代々木高等学校より編入） - 女優、歌手、タレント
- 観月ありさ（中退） - 女優、歌手、モデル
- 三原じゅん子（2日ほどの登校で中退） - 参議院議員（女性活躍担当大臣、共生社会担当大臣、内閣府特命担当大臣）、元女優、元レーシングドライバー
- 森尾由美（私立中村高等学校からの編入） - 女優、声優、タレント
- 森下恵理 - シンガーソングライター
- 山口瑠美 – 歌手
- 山添三千代 - 女優
- 山本ゆか里（向上高等学校より編入） - 女優、元アイドル
- YOUSAY KAWAKUBO - ミュージシャン、アーティスト
- 吉沢京子 - 女優
- 芳本美代子 – 女優、元アイドル
- 渡辺桂子（転入）- 元アイドル
- 渡辺千秋 - 市議会議員、元アイドル歌手
- 若林加奈 - 元アイドル
- プリンセス プリンセス（ガールズバンド）
  - 岸谷香（中退、東京学芸大学附属世田谷中学校→玉川聖学院高等部より編入）
  - 今野登茂子（埼玉県立上尾高等学校より編入）
  - 富田京子（神奈川県立藤沢北高等学校より編入）